# Muzeum Sił Powietrznych w Dęblinie

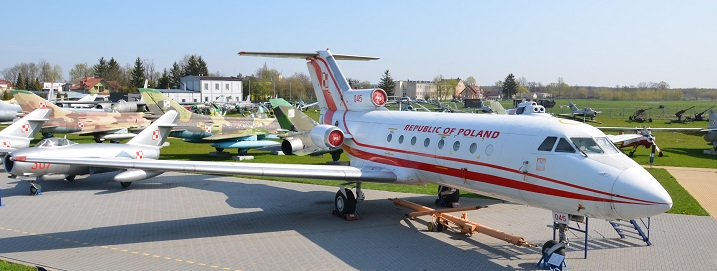
Jak-40 nr 045

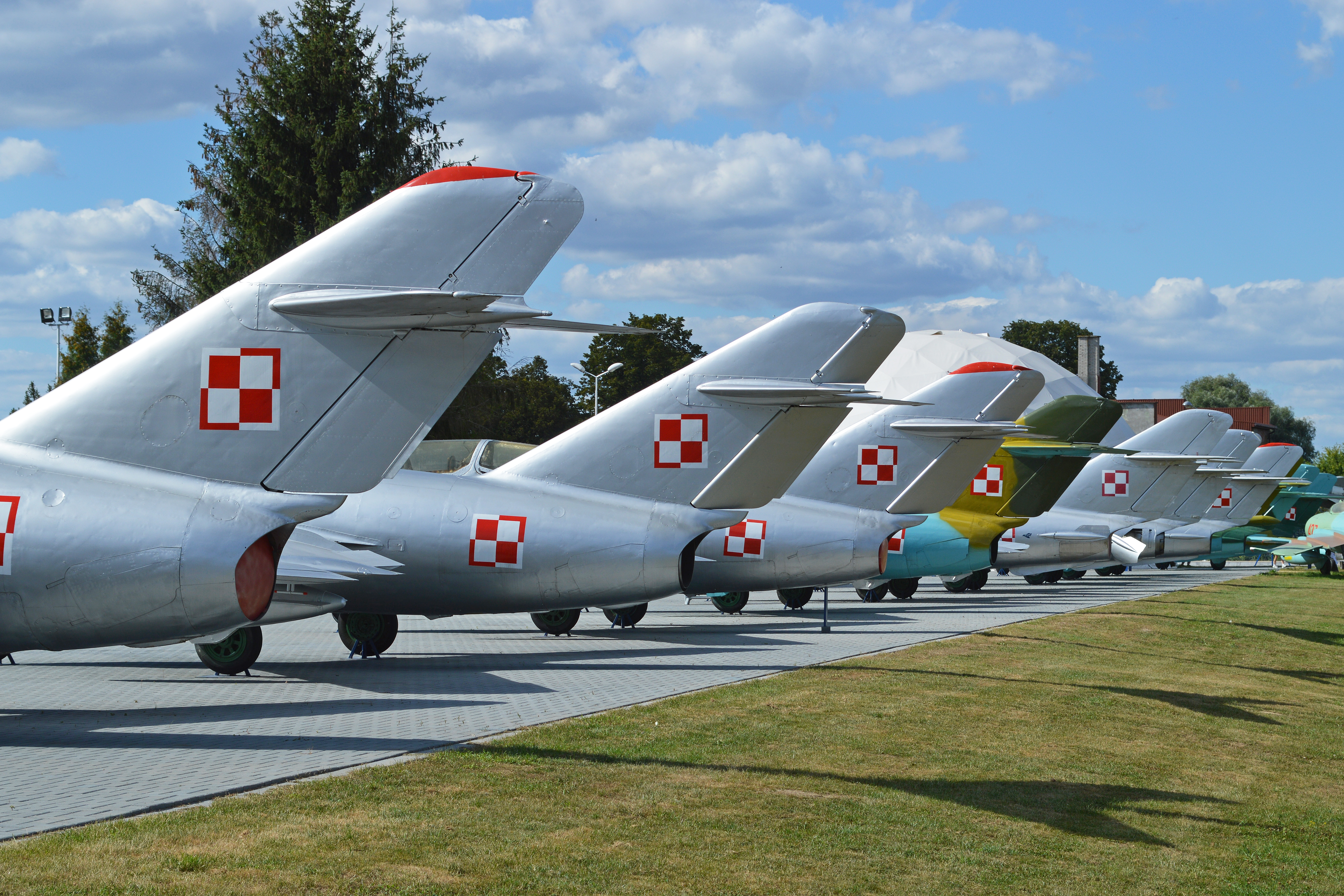
Myśliwce Lim (polskiej wersji MiG-15 i 17)

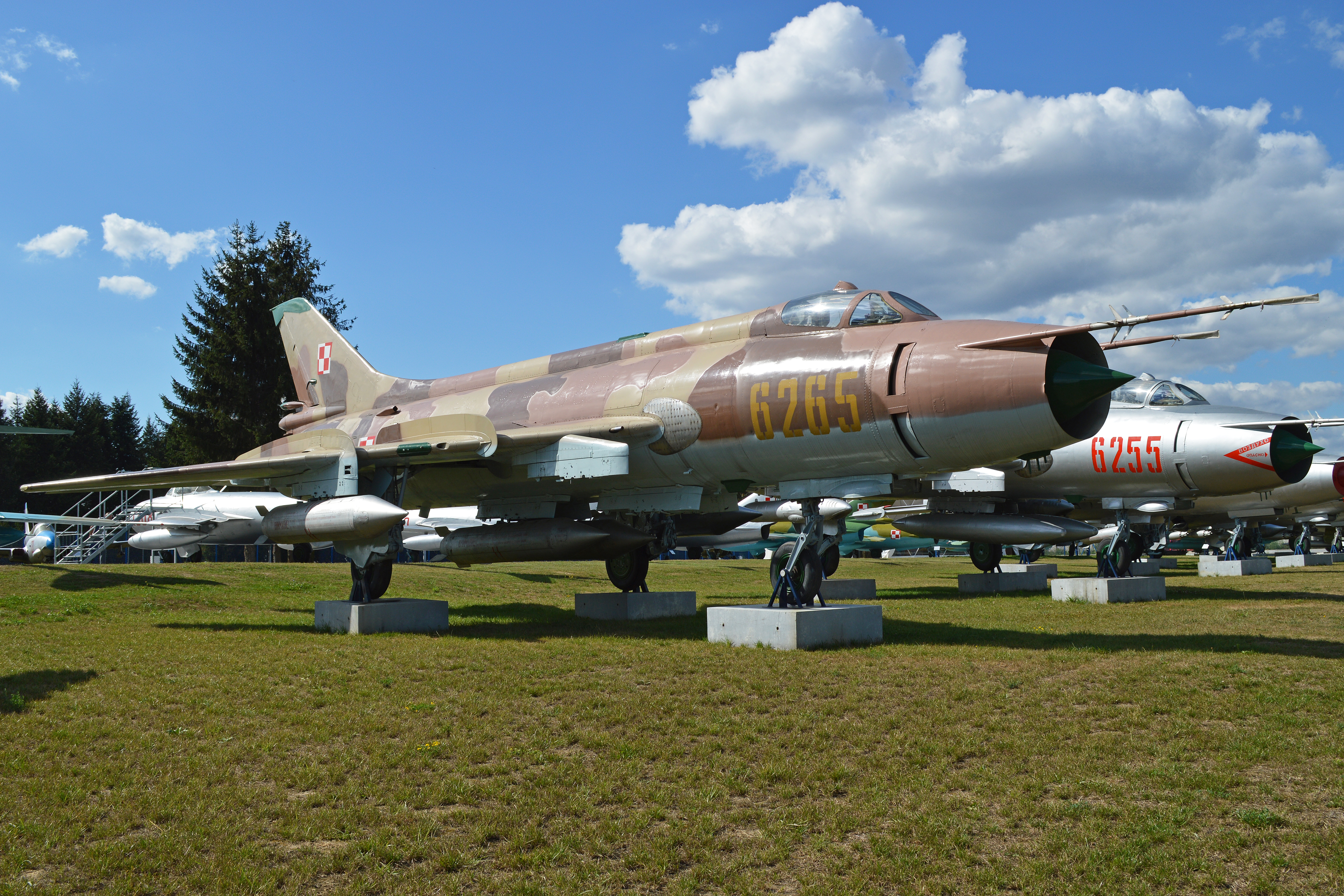
Su-20R ('6265')

Muzeum Sił Powietrznych w Dęblinie powstało 1 kwietnia 2011 roku na bazie kolekcji lotniczej Wyższej Szkoły Oficerskiej Sił Powietrznych (od 2018 roku Lotnicza Akademia Wojskowa) w Dęblinie. Organizatorem muzeum jest Ministerstwo Obrony Narodowej. Uroczyste otwarcie nastąpiło 26 sierpnia 2011 roku. Najważniejszym jego zadaniem jest, obok gromadzenia i ochrony zabytków kultury narodowej związanych z dziejami oręża polskiego w odniesieniu do sił powietrznych, właściwe ich utrzymywanie oraz udostępnianie do celów naukowych, dydaktycznych i wychowawczych, tak aby służyły nauce oraz popularyzacji wiedzy o polskiej historii wojskowości. Powyższe zadania realizowane są w ramach całokształtu przedsięwzięć organizacyjnych mających na celu:
- gromadzenie, katalogowanie i naukowe opracowywanie zbiorów i materiałów dokumentacyjnych oraz sprzętu latającego, ubezpieczającego i zabezpieczającego Sił Powietrznych;
- prowadzenie prac renowacyjnych i rekonstrukcyjnych posiadanych eksponatów we współpracy z pracownią modelarską Ogólnokształcącego Liceum Lotniczego;
- badanie historii pozyskiwanych eksponatów przy czynnym udziale młodzieżowych kół historycznych;
- udostępnianie zgromadzonych zbiorów poprzez stworzenie wystawy stałej oraz wystaw czasowych (tematycznych i okolicznościowych);
- prowadzenie działalności popularyzatorskiej, edukacyjnej, wydawniczej i kulturalnej;
- inspirowanie twórczości w zakresie sztuk pięknych o tematyce związanej z dziejami sił powietrznych.

W dniu otwarcia Muzeum eksponowanych było kilkadziesiąt samolotów, kilka śmigłowców, radary i rakiety przeciwlotnicze.
We wrześniu 2011 roku Rada Miasta Dęblina przyznała muzeum dotację z budżetu miasta, na zakup czterech samolotów eksponowanych dotychczas w ramach Wystawy Sprzętu Lotniczego w Łodzi. Tymi samolotami były Lim-5 nr 305, Lim-6 nr 427, MiG-21PF nr 1702 oraz Su-20 nr 6255.
Z końcem 2015 roku do Dęblina z łódzkiej kolekcji, która znajdowała się w przy lotnisku im. Władysława Reymonta (ul. Pilska), zostały przebazowane ostatnie statki powietrzne (Ił-28, jedyny w Polsce Mil Mi-6A i Ił-14) należące do MSP. W roku 2016 wszystkie trzy maszyny zostały skompletowane, Mi-6 przeszedł renowację i został udostępniony zwiedzającym.
Otwarcie nowej wystawy głównej pt. „Historia Polskich Sił Powietrznych” w dn. 7 marca 2017 roku, związane było z modernizacją i rozbudową obiektu, którą przeprowadzono w latach 2012–2016. Nowo wybudowany hangar ekspozycyjny z zapleczem technicznym pozwala na zabezpieczenie i profesjonalną konserwację najcenniejszych wielkogabarytowych zbiorów. Powierzchnia ekspozycji wewnętrznej powiększona została ponad dwukrotnie, wzbogacona o nowoczesne urządzenia multimedialne oraz udogodnienia dla osób niepełnosprawnych.
W zbiorach przeważają muzealia związane z techniką wojskową oraz archiwalia i pamiątki osobiste żołnierzy sił powietrznych. Usytuowanie placówki muzealnej w Dęblinie – nierozerwalnie związanym z dziejami polskiego lotnictwa, wskazuje nam nowy kierunek zainteresowań – historię regionalną oraz dokumentowanie życia społecznego mieszkańców. Tych, którzy tu mieszkają, jak i tych, dla których Dęblin to epizod, który zaważył na całym życiu. Odkrywanie osobistych historii osób – uczniów, słuchaczy szkoły oficerskiej, pilotów i żołnierzy WP – stanowić będzie cenne źródło informacji dla muzealników i pasjonatów badających etapy historii polskich sił powietrznych.

## Muzeum Obrony Przeciwlotniczej w Koszalinie
Muzeum Obrony Przeciwlotniczej w Koszalinie jest oddziałem Muzeum Sił Powietrznych w Dęblinie. Filia kontynuuje tradycje dawnego Muzeum Obrony Przeciwlotniczej utworzonego w 1976 r. przy Wyższej Szkole Oficerskiej Wojsk Obrony Przeciwlotniczej. W latach 2014–2016 obecny budynek ekspozycyjny przeszedł gruntowną modernizację i po wyłączeniu z terenu koszar stał się siedzibą muzealnego oddziału.
Uroczyste otwarcie wystawy pt. „Historia polskiej broni przeciwlotniczej” odbyło się 10 stycznia 2017 r.
Ekspozycja prezentuje uzbrojenie i sprzęt będący na wyposażeniu Wojsk Obrony Przeciwlotniczej od początku ich istnienia do współczesności. Podzielona została na dwie części. Na ekspozycji plenerowej urządzono wystawę sprzętu artyleryjskiego, rakietowego i radiolokacyjnego, kolekcja została powiększona o dwa statki powietrzne, samoloty: TS-11 Iskra w malowaniu morskim oraz użytkowany przez 36. Specjalny Pułk Lotnictwa Transportowego, rządowy Jak-40. W zbiorach muzeum znajduje się wiele unikatowych eksponatów broni palnej, a także archiwalia dotyczące działalności Wojsk OPL.
W budynku muzeum prezentowane są eksponaty ukazujące rozwój polskiej broni przeciwlotniczej oraz zmieniającą się na przestrzeni lat strukturę i doktrynę obronną. Również miłośnicy historii regionu znajdą tu pamiątki po koszalińskich jednostkach wojskowych.
Adres: ul. Wojska Polskiego 70, 75-903 Koszalin.